# Ontario Highway 407
Der Highway 407, auch bekannt als Express Toll Route (ETR), in der kanadischen Provinz Ontario führt von Burlington, südwestlich von Toronto gelegen, um Toronto herum nach Oshawa. Die Route hat eine Länge von 139 km. Der westliche Abschnitt bis Pickering ist der einzige privat geführte Highway in Ontario. Der östliche Abschnitt wird durch die Provinz Ontario geführt, der Highway ist in beiden Abschnitten mautpflichtig, die durch elektronische Überwachungseinrichtungen erhoben wird. Im Gegensatz zu sonstigen Straßenschildern in Ontario sind diese nicht auf grünem Hintergrund, sondern auf blauem ausgeführt.

## Streckenführung

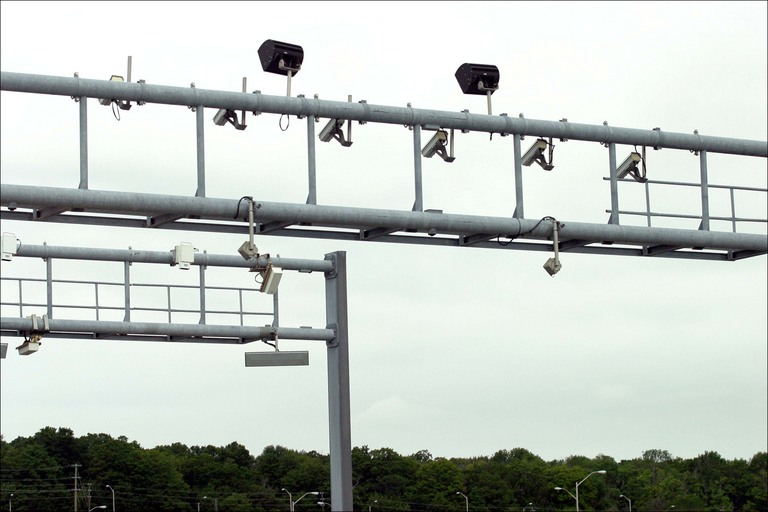
Elektronische Mauterhebung

Der Highway beginnt im Westen der Stadt Burlington, er zweigt dort von Ontario Highway 403 nach Norden hin ab. Gleichzeitig mündet der Queen Elizabeth Way in Highway 403 ein, gemeinsam führen diese nach Nordosten. Die ETR führt für 7 km nach Norden und schwenkt nach Nordwesten. Nach weiteren 17 km trifft die Route noch einmal auf Highway 403, tangiert diesen jedoch nur. Der Highway schwenkt in einer 90 °-Kurve nach Nordwest und kreuzt dort Highway 401. Es folgt ein weiterer Schwenk um 90 °, nun wieder Richtung Nordost. Westlich vom Toronto Pearson International Airport wird Highway 403 gekreuzt und nördlich Highway 427, über den der Flughafen ans Straßennetz angeschlossen ist.
8 km östlich davon wird Highway 400 gequert, der ins Zentrum von Toronto bzw. den Nordwesten von Ontario hin führt. In Markham kreuzt Highway 404. Der Highway führt über weitere 23 km weiter nach Osten und trifft dort auf Highway 7, weitere 8 km östlich auf Highway 412, den sogenannten West Durham Link. Weiter nach Osten hin endet die Strecke nach 23 km nordöstlich von Clarington.

## Ausbau
Der Highway soll nach Osten hin erweitert werden, die Strecke soll bis 2020 um 10 km ergänzt werden. Darüber hinaus wird eine weitere Verbindung zum Highway 401 geschaffen werden.